# Bristle Blasting
Bristle Blasting oder deutsch Drahtspannstrahlen ist ein Verfahren zur Bearbeitung metallischer Oberflächen mittels eines rotierenden, mit Drähten bestückten Bandes. Es wird angewendet, um Korrosion, Zunder, Verunreinigungen oder Oberflächenbeschichtungen zu entfernen und eine definierte Oberflächenreinheit und -rauheit zu erreichen. 
Der Begriff bristle blasting deutet auf eine Verwandtschaft zum Sandstrahlen (engl. sand blasting) hin. Im Unterschied zur Oberflächenbearbeitung durch gewöhnliche Stahlbürsten werden die Borsten (bristles) hier vor dem Auftreffen auf das Material zusätzlich beschleunigt, so dass ein ähnlicher Effekt wie bei der Oberflächenbearbeitung mit einem Strahlmittel entsteht.

## Prinzip
Ein mit Drähten bestücktes Band oder eine flexible Ringbürste rotiert auf einem Werkzeugkopf eines pneumatisch oder elektrisch betriebenen Antriebsaggregates. 
Während der Rotation werden die Borsten durch ein Hindernis, den sogenannten Beschleunigungsstab, kurzzeitig zurückgehalten. Dabei werden sie im verankernden Trägermaterial zurückgebogen und somit gespannt. Wenn die Borsten den Beschleunigungsstab passieren, schnellen sie wieder vor. Die potenzielle Energie der gebogenen Borsten wandelt sich in kinetische Energie um, so dass die Borsten mit erhöhter Intensität auf die Oberfläche des bearbeiteten Werkstücks treffen. Der Impuls der Borsten ist mit derjenigen in Strahlprozessen vergleichbar.  
Beim Aufschlagen auf die Oberfläche werden Korrosionsprodukte, Zunder oder Beschichtungen entfernt und ein kleiner Krater auf der Oberfläche erzeugt, der das Material aufraut.

## Technik
Im Unterschied zu einfachen Stahlbürsten oder Drahtbürstbändern werden die Drahtborsten nicht steif verankert. Vielmehr hängen die U-förmige Drahtborsten elastisch in einem Polyamidband. Durch die flexible Verankerung, das Vorschnellen und die abgewinkelte Form der Drahtborsten treffen die Borsten direkt mit ihrer Spitze auf das Material, während die Borsten von gewöhnlichen Stahlbürsten eher seitlich am Material vorbeistreifen.
Beim Zurückprallen der Borstenspitzen werden statt des üblichen Schleifmusters in Form von Riefen kleine Krater auf der Oberfläche erzeugt.

## Anwendungsgebiete
Bristle Blasting wird vor allem zur Oberflächenvorbereitung metallischer Oberflächen vor dem Auftragen von Korrosionsschutzmitteln oder anderen Beschichtungen verwendet. 
Auf Stahloberflächen ist mit Bristle Blasting üblicherweise ein Reinheitsgrad von etwa Sa 2 ½ bis Sa 3 zu erreichen. Wie beim gewöhnlichen Bürsten sowie beim Nadelentrosten wird die Rautiefe als Sekundärrauheit erzeugt, d. h. sie überlagert eine gegebenenfalls vorhandene, primäre Oberflächenstruktur. 
Die Arbeitsgeschwindigkeit ist in der Regel langsamer als bei gewöhnlichen Strahlverfahren und liegt abhängig von Material und Beschaffenheit der Oberfläche etwa bei 1,1 m² pro Stunde. Das Verfahren wird daher vor allem für punktuelle Arbeiten und Reparaturen eingesetzt. Oder dort, wo aufgrund gesetzlicher oder sicherheitstechnischer Bestimmungen das Sandstrahlen nicht möglich ist. Einsatzgebiete sind unter anderem die Öl- und Gas-Industrie (Reinigen und Aufrauen von Schweißnähten), sowie Reparaturarbeiten und Wartung von Stahlkonstruktionen an Offshore-Anlagen im Brücken-, Schiff- und Stahlwasserbau.